# Chiesa di Santa Caterina da Siena (Roma)
La chiesa di Santa Caterina da Siena è un luogo di culto cattolico di Roma, situato nel rione Regola, in via Giulia.

## Storia
La storia della chiesa è legata indissolubilmente alla storia dell'arciconfraternita dei Senesi, a cui ancora oggi l'edificio appartiene. La comunità senese è presente a Roma dalla fine del Trecento. Dapprima aveva sede nella chiesa di Santa Maria in Monterone, poi si spostò, verso la metà del Quattrocento, presso la tomba di santa Caterina nella basilica di Santa Maria sopra Minerva; dopo il 1461, anno di canonizzazione della santa senese, sede della confraternita divenne la chiesa di San Nicola degli Incoronati presso via Giulia.
Nel 1519 il sodalizio senese fu ufficialmente riconosciuto come confraternita da papa Leone X. Mercanti e banchieri senesi vivevano in via Giulia fin dal XV secolo. Qui fu decisa la costruzione della chiesa dedicata alla santa patrona della città, dell'oratorio della confraternita e della casa del clero, lavori che furono affidati nel 1526 a Baldassarre Peruzzi e che vennero finanziati dalla nobiltà senese di Roma, tra i quali si distinsero il cardinale Giovanni Piccolomini ed il banchiere Agostino Chigi. Caduta in rovina anche a causa delle piene del Tevere, l'edificio venne completamente ricostruito su disegno di Paolo Posi tra il 1766 ed il 1775, anno in cui fu consacrato il nuovo altare.
Della primitiva chiesa, rimangono le descrizioni in alcuni documenti conservati ora nell'archivio della confraternita (divenuta arciconfraternita nel 1736). Essa aveva tre altari: sull'altare maggiore era esposta la tela raffigurante la Resurrezione, opera di Gerolamo Genga, ora conservata nell'oratorio dell'arciconfraternita; gli altari laterali erano affrescati con dipinti di Timoteo della Vite, discepolo di Raffaello, e di Antiveduto Gramatica, la cui tomba era nella chiesa.

## Descrizione

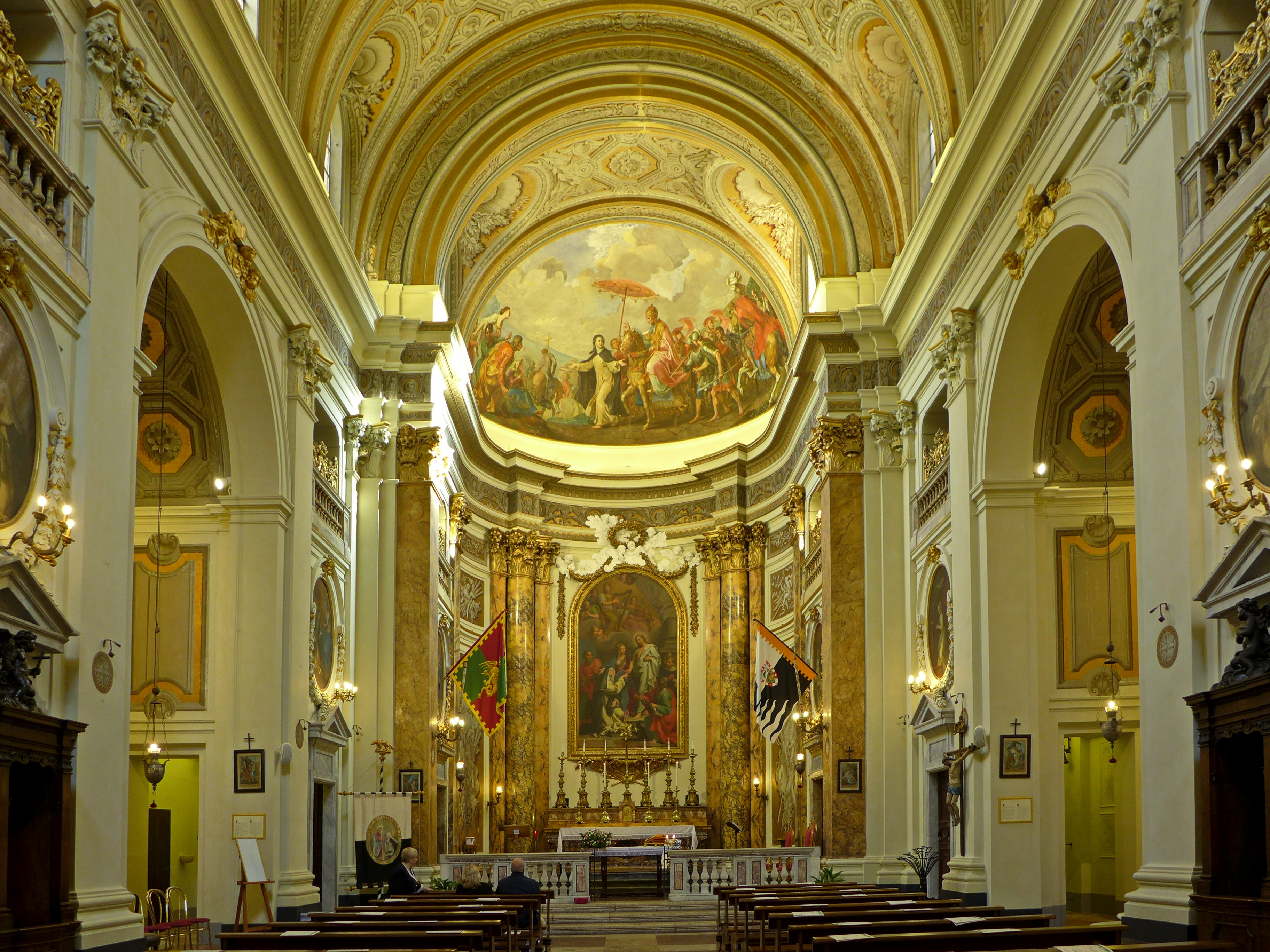
Interno con al centro dell'abside la pala di Gaetano Lapis e sul catino abisadale l'affresco di Lorenzo Pecheux

La facciata si ispira al Borromini; ai lati della finestra centrale, Romolo e Remo con la lupa, che è il simbolo di Siena; infatti secondo la leggenda questa città fu fondata da Remo.
L'interno si presenta ad un'unica navata con quattro cappelle laterali e presbiterio leggermente rialzato e absidato. Nei riquadri che decorano la volta a botte si trovano due dipinti a tempera raffiguranti Angeli musicanti di Ermenegildo Costantini. Le pareti sono decorate da quattro ovali per parte dipinti da Ignazio Morlà, Tommaso Conca, Étienne Parrocel e Pietro Angeletti.
Nelle due cappelle di destra si trovano due pale settecentesche, raffiguranti una Predica di San Bernardino del siciliano Salvatore Monosilio e l'Apparizione di Cristo al beato Bernardo Tolomei orante di Niccolò La Piccola. Nelle due cappelle di sinistra altre due opere dello stesso periodo: una Assunzione di Tommaso Conca, e l'episodio di Gregorio VII che spegne l'incendio appiccato dalle truppe di Enrico IV di Domenico Corvi. A lato di quest'ultima opera è collocato il monumento funebre a Paolo Posi, architetto della chiesa, opera di Giuseppe Palazzi.
Nella zona presbiteriale si ammirano: nel catino dell'abside il dipinto di Lorenzo Pecheux Ritorno di Gregorio XI da Avignone (1773), per il quale tanto si adoperò santa Caterina; all'altare maggiore, è lo Sposalizio mistico di santa Caterina  del 1768-69 (olio su tela, 430×245 cm) di Gaetano Lapis. Nel 1769 il Lapis, che in quel tempo abitava in via di Monserrato, esegue, inoltre, i due ovali (olii su tela, 170x125 cm cadauno) del presbiterio raffiguranti Gesù mostra il costato a Santa Caterina e l'Apparizione di Gesù a Santa Caterina.
Le uniche testimonianze sopravvissute dell'antica chiesa si trovano ora nell'oratorio dell'arciconfraternita, al primo piano dell'edificio annesso. Si tratta della già citata Resurrezione di Gerolamo Genga realizzata anch'essa per Agostino Chigi all'inizio degli anni venti del Cinquecento; di una Croce in legno dipinta su entrambi i lati, attribuita a Rutilio Manetti; e la statua di Santa Caterina, opera in gesso di Ercole Ferrata.
La chiesa e gli ambienti annessi si estendono fino al lato opposto dell'isolato, su via di Monserrato, dove nel 1912 è stata rifatta la facciata ad imitazione di quella della casa natale di santa Caterina a Siena in località Fontebranda.